# Nina Sosnina
Nina Sosnina (30 novembre 1923 - 31 août 1943) est une Ukrainienne qui s'est illustrée pendant la Seconde Guerre mondiale.

## Biographie
Sosnina naît le 30 novembre 1923 dans l'oblast de Kiev. Son père est médecin.

## Seconde Guerre mondiale
Entre 1941 et 1943, Sosnina est une dirigeante du komsomol, qu'elle a rejoint en 1937. À l'automne 1941, elle fonde un groupe de résistance secret, qui fusionne avec une organisation plus grande en 1942. Elle y fait ses débuts comme secrétaire, mais à partir de janvier 1943, elle en devient la commandante. L'organisation compte plus de 60 membres.
Le 31 août 1943, encerclée par une expédition punitive de soldats nazis, Sosnina se suicide en faisant exploser une grenade.

## Reconnaissance
Elle reçoit le titre de Héros de l'Union soviétique le 8 mai 1965, à titre posthume, ainsi que l'étoile d'or de l'ordre de Lénine. Un vaisseau ukrainien porte son nom.